# Farba offsetowa
Farba offsetowa – rodzaj farby drukowej stosowanej w poligraficznych maszynach drukujących w technice offsetowej. Zasadniczym nośnikiem barwy tych farb są pigmenty i laki, natomiast spoiwo stanowią żywice i modyfikowane oleje mineralne lub roślinne.

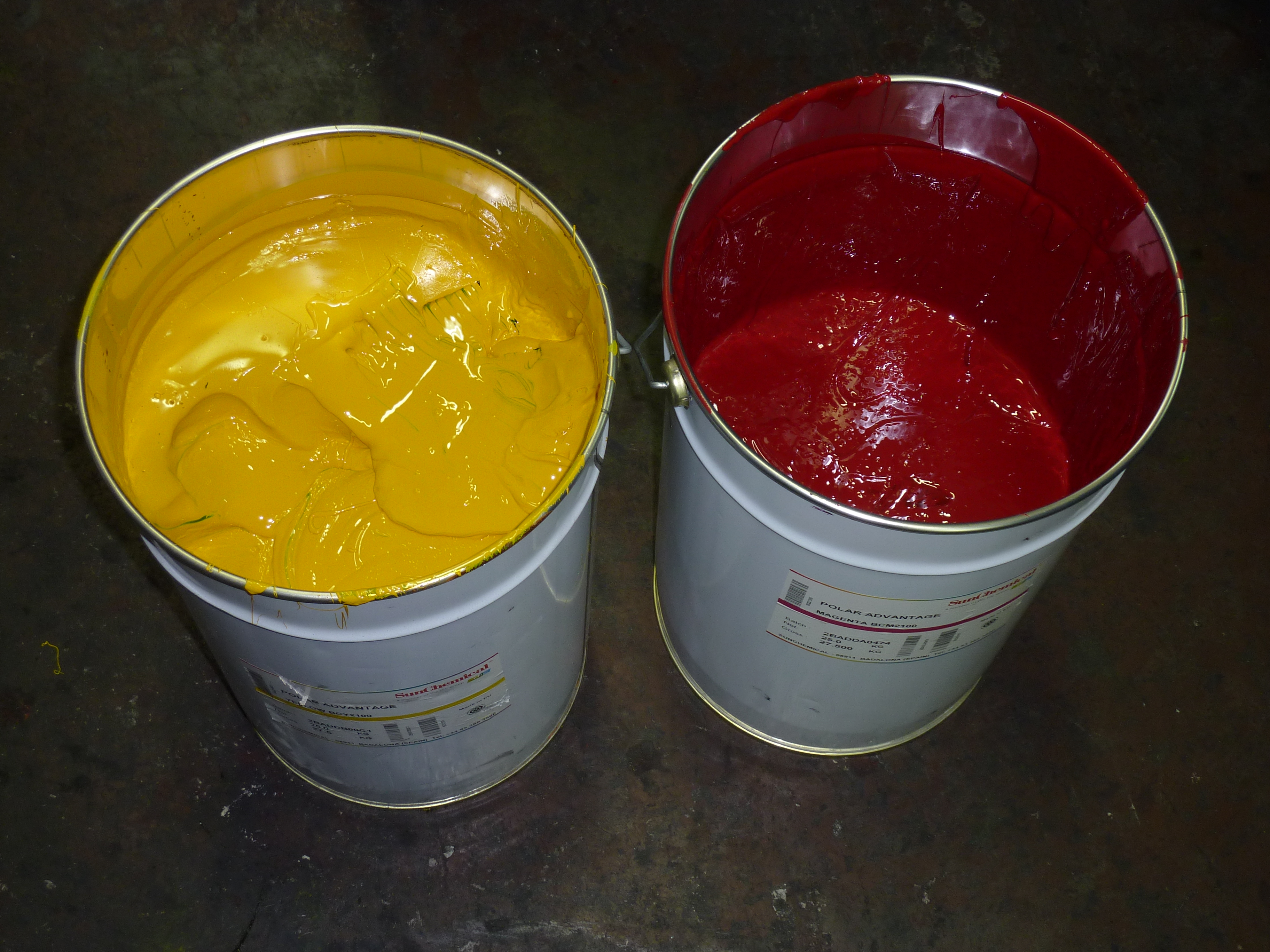
Farby triadowe (CMYK) yellow i magenta do rolowego druku offsetowego cold-setowego

## Składniki farby offsetowej i ich funkcje
- Oleje roślinne (olej drzewny, lniany, rzepakowy, sojowy i inne) stanowią 20-40% zawartości farby. Rozpuszczają żywice, zwilżają ziarna pigmentów, biorą udział w schnięciu farby.
- Oleje mineralne (ropopochodne alifatyczny, parafinowe itd.) stanowią 0-30% zawartości farby. Rozpuszczają żywice i przyspieszają schnięcie farby.
- Żywice stanowią 30-35% zawartości farby. Wraz z olejami decydują o właściwościach reologicznych farby, o jej tacku, osadzaniu itd.
- Rozpuszczalniki (ropopochodne lub roślinne estry kwasów tłuszczowych) stanowią 3-10% zawartości farby. Modyfikują ostatecznie reolologię farby.
- Pigmenty (organiczne lub mineralne) stanowią 10-20% zawartości farby. Są nośnikiem barwy.
- Suszki stanowią 3-5% zawartości farby. Zawierają substancje katalizujące procesy schnięcia farby.
- Woski stanowią ok. 3% zawartości farby. Wpływają na plastyczność wyschniętej warstwy farby, jej odporność na ścieranie i niską temperaturę, wpływają na poślizg.

## Proces produkcji farb offsetowych
Etap I
Wymieszanie pigmentów z częścią spoiwa i pozostawienie pasty na ok. 10 godzin (dojrzewanie) w wyniku czego następuje wstępne zwilżenie nierozpuszczalnych cząsteczek pigmentu przez spoiwo

Etap II
Roztarcie pasty na trójwalcówce. Etap ten decyduje o jakości farby: im bardziej rozdrobnione cząstki i lepiej zwilżone tym wyższa jakość farby. Urządzenia do rozcierania mają rozbić zlepki pigmentu i doprowadzić do pełniejszego zwilżenia, któremu towarzyszy usunięcie wilgoci i powietrza z powierzchni spoiwa. Dla dodatkowego zapobieżenia procesom łączenia się zdyspergowanych cząsteczek dodaje się środki dyspergujące. Procesom zwilżania sprzyja zawartość olejów roślinnych w spoiwie. Zhomogenizowanie w mieszalniku szybkoobrotowym wraz z pozostałymi składnikami.
Szczególnie wysokim stopniem rozdrobnienia powinny cechować się pigmenty/laki używane do produkcji farb offsetowych, gdzie grubość wyschniętej warstwy farby na podłożu wynosi 0,8-1,5 mikrometra. Im większa intensywność farby tym większe rozdrobnienie pigmentów.

## Sposoby utrwalania się farby offsetowej
- wchłanianie:
  - zwilżenie podłoża przez farbę,
  - wtłoczenie farby przez obciąg w pory papieru,
  - dalsze wsiąkanie: wsiąkanie wszystkich składników farby w pory papieru i dalsze wsiąkanie spoiwa a zwłaszcza jego krótszych łańcuchów w kapilary papieru, a w konsekwencji spoiwo „gęstsze” wraz z pigmentem pozostaje na powierzchni podłoża co przyspiesza polimeryzację spoiwa;
- utlenianie: „gęstsze” spoiwo przy powierzchni podłoża ulega utlenianiu i dochodzi do polimeryzacji olejów i żywic.

W celu przyspieszenia polimeryzacji stosuje się suszki, które są katalizatorami procesów polimeryzacji. W przypadku powierzchni wsiąkliwych nie ma potrzeby stosowania większej porcji suszki, bo następuje silne schnięcie przez wsiąkanie. Schnięcie można wzmocnić jedynie suszką przyspieszającą schnięcie powierzchniowe. Jednak w materiałach niechłonnych należy zastosować suszki nie tylko przyspieszającej schnięcie w na powierzchni, ale też schnięcie w masie.
Suszki najczęściej stosowane obecnie to kobaltowa, manganowa, cynkowa i mieszana.
- Suszka kobaltowa  powoduje szybkie schnięcie powierzchniowe i częściowo w masie. Powierzchnia farby staje się szklista co utrudnia przyjmowanie kolejnych farb, zatem niewskazane jest jej nadużywanie w druku wielokolorowym. Ponieważ suszka tworzy elastyczną i silną błonkę warstwy farby dlatego jest jak najbardziej odpowiednia przy druków podlegających częstemu zginaniu. Suszka posiada charakterystyczny kolor niebiesko-fioletowy.
- Suszka manganowa wspomaga utrwalanie w masie i na powierzchni tworząc błonki twarde i kruche. Trwale pożółca jasne kolory.
- Suszka cynkowa wspomaga utrwalanie w masie i jest stosunkowo najmniej skuteczna.

O skuteczności działania suszek świadczy fakt, że gdy olej lniany w temperaturze 20 °C i przy wilgotności względnej 40% utrwala się przez 5-6 dni to przy użyciu suszki w tych samych warunkach skraca się do:
1. 5-6 godzin (suszka kobaltowa)
2. 10-12 godzin (suszka manganowa)
3. ok. 80 godzin (suszka cynkowa)

## Charakterystyka farb offsetowych
- Stopień utarcia farb
- Stopień zdyspergowania pigmentu/laki
- Lepkość farby
- Tiksotropia

Farby pozostawione w spoczynku tworzą strukturę żelową na skutek tworzenia się nietrwałej siatki połączeń pomiędzy cząsteczkami pigmentu. Farba jest „sztywna”. Na skutek mieszania żel przechodzi w zol. Farba staje się plastyczna. Lepkość farby osiąga swe minimum gdy nastąpi całkowite zniszczenie owych struktur, czyli całkowite uplastycznienie farby.
- Tack (ciągliwość farby)

Tack (nazwa przyjęta z języka angielskiego) wskazuje na to jak farba jest podatna na rozwarstwienie co w technice offsetowej jest istotne przy przenoszeniu się farby z wałka farbowego na kolejny wałek, na płytę, obciąg i podłoże drukowe. Na tack farby składa się jej adhezja do powierzchni i opór jaki stawia farba przy jej podziale. Do pomiaru tacku używa się tackometrów. Są to dwa obracające się wałki, pomiędzy którymi rozwarstwiana jest farba. Siła potrzebna do rozwarstwiania mierzona jest przy określonej temperaturze i prędkości obrotowej. Niski tack sprzyja zjawisku pylenia farby. Pylenie farby eliminują dodatkowe farby o wysokiej tiksotropii, ale zbyt wysoka tiksotropia sprawia, że farby nie obracają się prawidłowo w kałamarzu i nie są równomiernie rozprowadzane przez duktor. Zbyt wysoki tack może doprowadzić do wyrywania włókien z powierzchni drukowej. Farba o niskim tacku ma tendencję do emulgowania.
- Intensywność obracania się farby w kałamarzu
- Konsystencja

W praktyce drukarskiej jest to sposób spływania farby drukowej ze szpachli.
1. Konsystencja bardzo słaba: farba krótka (krótka nitka) i słaba (lejna)
2. Konsystencja słaba: farba długa i słaba
3. Konsystencja normalna: farba krótka i mocna
4. Konsystencja mocna: farba długa i mocna

- Cechy optyczne

1. Barwa
2. Połysk – uzależniony jest od chropowatości podłoża i od rodzaju farby
3. Transparetność czyli stopień odbicia promieni świetlnych od podłoża po przejściu przez farbę
4. Intensywność barwy ocenia się wzrostem gęstości optycznej w zależności od ilości nałożonej farby.

## Farba offsetowa niekonwencjonalna
Mianem farb offsetowych konwencjonalnych określane są farby na bazie olejów roślinnych lub mineralnych stosowane w maszynach drukujących z nawilżaniem alkoholowym i bezalkohololowym. Pozostałe farby offsetowe to farby niekonwencjonalne i do nich należą:
- farby UV

farby zawierające fotoinicjatory, dzięki którym farba utrwala się po zastosowaniu promieniowania UV. Farby te wymagają stosowania specjalnych wałków farbowych i obciągów odpornych na agresywne działanie farby na gumę. Stosowanie tych farb pozwala na lakierowanie UV w linii (on-line).
- farby hybrydowe

łączą cechy farb konwencjonalnych z farbami UV, a mianowicie utrwalają się zarówno przez wsiąkanie w podłoże drukowe i polimeryzację na skutek utleniania jak i utrwalają się dzięki promieniom UV. Farby hybrydowe są przeznaczone do zastosowania w drukarskiej maszynie offsetowej z nawilżaniem, wyposażonej dodatkowo w lampy UV. Dodatkowo zalecane jest stosowanie wypalanych płyt offestowych. Farby te nie są agresywne w stosunku do gumowych części maszyny (wałki farbowe, obciąg). Stosowanie farb hybrydowych pozwala na bezproblemowane lakierowanie UV w linii (on-line).
- farby na offset bezwodny

umożliwiają druk offsetowy bez stosowania nawilżania. Technika ta wymaga stosowania specjalnych płyt offsetowych (płyty polimerowe) i zmodyfikowania wałków farbowych.